# Clenees
Clenees (en llatí Chlaeneas, en grec antic Χλαινέας) fou un polític de la Lliga Etòlia i etoli de nació.
Va ser enviat pels seus conciutadans com a ambaixador a Esparta l'any 211 aC per incitar a aquest estat contra Filip V de Macedònia. L'historiador Polibi diu d'ell que va viure amb molt de valor (δυσαντίῤῤητος) durant les successives invasions duríssimes dels reis macedonis.
Clenees es va oposar a l'ambaixador d'Acarnània, Lisisc, que volia incloure Esparta dins de l'aliança macedònia. Finalment Esparta es va aliar a la Lliga Etòlia i, per tant, als romans i a Àtal I de Pèrgam.